# О малороссийских песнях
«О малороссийских песнях» — статья Николая Васильевича Гоголя, в которой он сопоставляет украинскую народную песню и отражение народной истории Украины, народных чаяний и идеалов. Песня для него не что иное, как «народная история, живая, яркая, исполненная красок, истины, обнажающая всю жизнь народа…, живая, говорящая …летопись». Написана в 1834 году. Впервые опубликована в «Журнале Министерства Народного Просвещения», 1834, № 2. Вошла в сборник «Арабески» (1835).
Статья написана по поводу «Запорожской старины» Измаила Срезневского. В письме к Михаилу Максимовичу от 29 мая 1834 года Гоголь писал об обстоятельствах, вызвавших её появление:

«Недавно С. С. Уваров получил от Срезневского экземпляр песней и адресовался ко мне с желанием видеть моё мнение о них в Журнале Просвещения, так же как и о бывших до него изданиях — твоем и Цертелева. Что же я сделал? я написал статью…»

Гоголь живо интересовался русскими и украинскими песнями, собирал и записывал их на протяжении всей жизни. Часть собранных Гоголем украинских песен была передана им для публикации М. А. Максимовичу и П. В. Киреевскому и вошла в изданные ими собрания. Особенно напряжённой и интенсивной была работа Гоголя над изучением украинских народных песен в конце 1833—1834 годах, в связи с работой Гоголя над задуманным им трудом по истории Украины. Переписка Гоголя с Максимовичем за 1833—1834 годы и со Срезневским за первую половину 1834 года в значительной своей части посвящена вопросам народной песни. К песне, по мнению Гоголя, надо обратиться историку, когда он «захочет выпытать дух минувшего века». Разбирая поэтические достоинства песен, Гоголь отмечает:

стихосложение малороссийское самое выгодное для песен: в нём соединяются вместе и размер, и тоника, и рифма… В малороссийских песнях музыка слилась с жизнью: звуки её так живы, что, кажется, не звучат, а говорят, — говорят словами, выговаривают речи, и каждое слово этой яркой речи проходит душу.

Статья «О малороссийских песнях» отразила тот глубокий взгляд Гоголя, который он противопоставил созерцательному, пассивному отношению к фольклору, характерному для консервативных собирателей народной поэзии.